# Camprodon
Camprodon – gmina w Hiszpanii, w prowincji Girona, w Katalonii, o powierzchni 103,42 km². W 2011 roku gmina liczyła 2466 mieszkańców.